# Girsterklause
Girsterklause (luxemburgisch Giischterklausⓘ) ist ein Ortsteil der Gemeinde Rosport-Mompach (Kanton Echternach) im Großherzogtum Luxemburg sowie ältester Wallfahrtsort Luxemburgs. Bis 1822 gehörte die Girsterklause zur Gemeinde Born, kam nach deren Auflösung an die Gemeinde Rosport und gehört seit dem 1. Januar 2018 zur Gemeinde Rosport-Mompach, die aus der Fusion der Gemeinden Rosport und Mompach entstanden ist.

## Lage
Die Girsterklause liegt hoch erhoben über dem Sauertal. Nachbarorte sind Hinkel und Girst.

## Wallfahrtskapelle
Die Mariä Himmelfahrt geweihte Girsterklause wurde erstmals am 27. Februar 1329 urkundlich erwähnt. Den Ort gab es jedoch schon früher, denn der Turm der Wallfahrtskapelle ist romanischen Ursprungs und stammt somit aus dem 11. oder 12. Jahrhundert. Schon in dieser Zeit war die Klause ein Marienwallfahrtsort. Ziel der Wallfahrt ist die „Muttergottes von der Hieselterheck“, eine kleine Muttergottesfigur, die sitzend dargestellt ist und aus dem 13. Jahrhundert stammt. Sie ist eine der wenigen Figuren, die aus dieser Zeit noch erhalten sind.